# 퀘트롭필란산

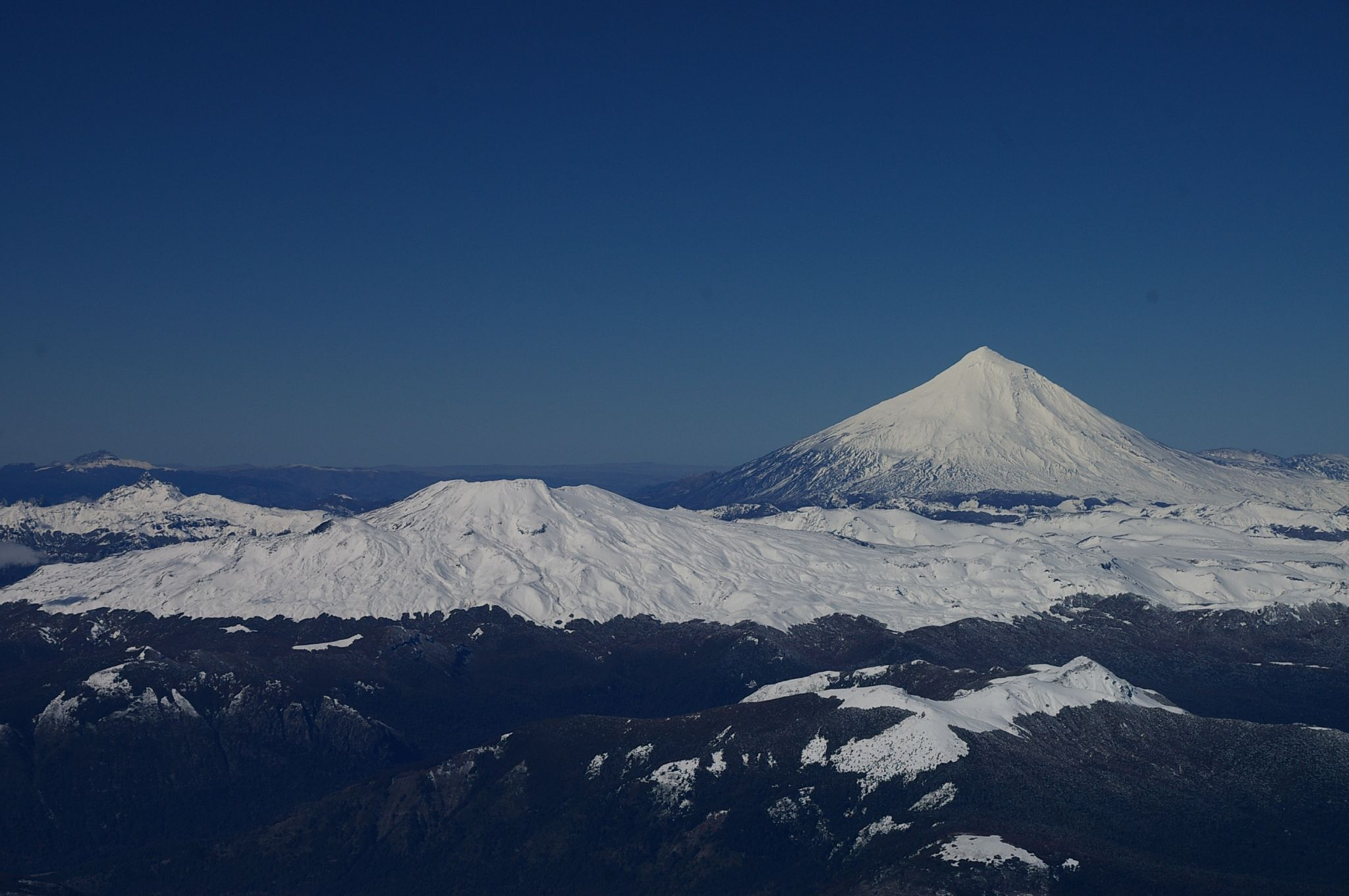

퀘트롭필란산(Quetrupillan)은 칠레의 안데스산맥에 있는 성층 화산으로, 활화산이다. 이 화산은 라닌 산과 이웃해
있으며, 활동할 조짐은 보이지 않는다.